# Dunam
Das Dunam, von türkisch Dönüm (auch Dunum oder Donum), ist eines von mehreren gängigen Flächenmaßen aus Vorderasien. Es hat seinen Ursprung im Osmanischen Reich, wo es die Fläche bezeichnete, die ein Mann an einem Tag pflügen kann (vgl. Morgen, Acre). Seine Bezeichnung kommt von dönmek (türkisch für sich drehen). Rechtlich definiert war es allerdings als eine quadratische Fläche mit einer Seitenlänge von 40 Schritt.

## Regionale Unterschiede und Umrechnung
Das Flächenmaß „Dunam“ bezeichnet regional unterschiedlich große Flächen.
- Im Osmanischen Reich und zunächst auch in seinen Nachfolgestaaten (in Libyen bis heute) galt ein Dunam von ca. 919 m², das mit weiteren Flächen- und Längeneinheiten ein System bildete:
  - 1 Dunam (osmanisch) = 4 Evlek = 1600 Quadrat-Arşın = 9,18672 Ar = 918,672 m²
- 1928 wurde dieses Maß zunächst im britischen Mandatsgebiet,[2] später auch in Teilen des französischen Mandatsgebiets sowie in der Türkei durch ein metrisches Dunam von 1000 m² (0,1 ha) ersetzt. Dieses gilt heute in Israel, in den Palästinensischen Autonomiegebieten, in Jordanien und im Libanon. In der Türkei hat der Dekar (dekar) das historische Dunam (dönüm) von 919 m² als offizielle Einheit abgelöst; in der Umgangssprache hat sich aber das Wort dönüm behauptet, das nun auch den dekar bezeichnen kann. 
  - 1 (metrisches) Dunam = 1 daa (Dekar) = 1000 m²
- Im ehemaligen Jugoslawien galt ein Dunam von ca. 700 m², das inzwischen ebenfalls vom metrischen Dunam abgelöst wurde.
- In Syrien wird neben dem Dunam von 919 m² auch eines von ca. 800 m² verwendet.
- Das Dunam Nordzyperns entspricht 1600 square yard, etwa 1337,8 m².
- Das irakische Dunam entspricht 2500 m².

Abweichend wurde ein bulgarisches Flächenmaß mit Denum bezeichnet.
- 1 Denum = 7,53 Quadratmeter.